# (34217) 2000 QA78
2000 QA78 (asteroide 34217) é um asteroide da cintura principal. Possui uma excentricidade de 0.17964290 e uma inclinação de 6.10859º.
Este asteroide foi descoberto no dia 24 de agosto de 2000 por LINEAR em Socorro.